# Leonor Sardi Aguilera
Leonor Sardi, head writer y showrunner venezolana. Reconocida en Colombia como directora de desarrollo de contenidos para series como La Reina del Flow 1 y 2 (ganadora del primer premio Emmy Internacional para Colombia), La Venganza de Analía 1 y 2 y La Niña, entre otras. Participó en la argumentación de la serie La Niña, con la que ganó el premio India Catalina a Mejor Libreto en el año 2017 y de la serie Bolívar, ganadora del premio India Catalina a Mejor Libreto de Telenovela o Serie en el año 2020. En el año 2025 se estrena la segunda temporada de La Venganza de Analía donde se desempeña como head writer de la serie.

## Carrera
Comenzó su carrera en Venezuela en el canal RCTV. Como Productora Ejecutiva participó en series como Angélica Pecado, escrita por Martín Hahn, dirigida por José Alcalde y protagonizada por Daniela Alvarado, y en Mi Gorda Bella, protagonizada por Natalia Streignard y Juan Pablo Raba.
Desde su llegada a Colombia en el año 2010, trabajó en Sony Pictures como Consultora de Producción para series como La Pola, dirigida por Sergio Cabrera y en Los caballeros las prefieren brutas, basada en el libro de Isabella Santodomingo.
En la actualidad ocupa el cargo de Directora de desarrollo de contenidos para Caracol Televisión.

## Trayectoria
Libretista
- 2025 - La Venganza de Analía 2

Directora de contenidos - Caracol Televisión
- 2021 - La Reina del Flow 2
- 2020 - La Venganza de Analía
- 2020 - Amar y Vivir
- 2019 - El Bronx
- 2019 - La Gloria de Lucho
- 2018 - La Reina del Flow
- 2017 - Tarde lo conocí
- 2016 - La Niña
- 2015 - La Tusa
- 2014 - Fugitivos
- 2014 - La Ronca de Oro
- 2013 - Made in Cartagena
- 2013 - La Promesa

Argumentista
- 2019 - Bolívar
- 2016 - La Niña

Consultora de Producción - Sony Pictures
- 2013 -Niñas Mal
- 2011 - Amar y Temer
- 2010 - La Pola
- 2010 - Los caballeros las prefieren brutas

Productora Ejecutiva - RCTV
- 2009 - Que el cielo me explique
- 2008 - Nadie me dirá cómo quererte
- 2007 - Mi Prima Ciela
- 2006 - El Desprecio
- 2005 - Ser bonita no basta
- 2004 - La Invasora
- 2003 - Mi Gorda Bella
- 2002 - La Niña de mis ojos
- 2001 - Angélica Pecado
- 2000 - Carita Pintada
- 1999 - Aunque me cueste la vida
- 1998 - Conserjes
- 1997 - Los Amores de Anita Peña
- 1996 - Volver a vivir
- 1995 - Amores de fin de siglo
- 1994 - De Oro Puro
- 1989 - Rubí Rebelde
- 1987 - Primavera
- 1987 - Selva María